# Ophisaurus sokolovi
Ophisaurus sokolovi är en ödleart som beskrevs av  Ilya Sergeevich Darevsky och NGUYEN-VAN-SANG 1983. Ophisaurus sokolovi ingår i släktet Ophisaurus och familjen kopparödlor.
Artens utbredningsområde är Vietnam. Inga underarter finns listade i Catalogue of Life.